# Associazione Calcio Pistoiese 2001-2002
Questa pagina raccoglie le informazioni riguardanti l'Associazione Calcio Pistoiese nelle competizioni ufficiali della stagione 2001-2002.

## Stagione
Nella stagione 2001-2002 la Pistoiese disputa il campionato di Serie B, raccogliendo 36 punti con il penultimo posto in classifica, retrocedendo così in Serie C1. Sulla panchina pistoiese si sono alternati due allenatori, Walter Nicoletti e Paolo Stringara nel tentativo di mantenere la categoria. Dopo una stentata partenza, al termine del girone di andata a gennaio, gli arancioni con 21 punti, virano in quindicesima posizione, con quattro lunghezze di vantaggio sulla zona retrocessione. Nel girone di ritorno invece hanno costantemente perso terreno, sempre più invischiati nella lotta per evitare di retrocedere. La retrocessione certificata, è giunta con tre giornate di anticipo, dopo la sconfitta (3-1) di Napoli il 19 maggio 2002. Nella Coppa Italia la Pistoiese ad agosto ha disputato il settimo girone di qualificazione, vinto dalla Ternana, rimediando tre sconfitte in altrettante partite. Il 29 marzo 2002 è morto a Pescia l'imprenditore Marcello Melani, che è stato presidente della Pistoiese dal 1974 al 1984.

## Divise e sponsor
Per la stagione 2001-2002 la Pistoiese ha giocato con maglie arancioni e calzoncini blù, sulle maglie è messo in evidenza lo Sponsor ufficiale, la Vannucci Piante, mentre lo Sponsor tecnico è Garman.

## Rosa
| N. |                           | Ruolo | Calciatore        |
| -- | ------------------------- | ----- | ----------------- |
| 1  | Italia (bandiera)         | P     | Daniele Balli     |
| 2  | Italia (bandiera)         | D     | Fabio Vignati     |
| 3  | Italia (bandiera)         | D     | David Bianchini   |
| 4  | Italia (bandiera)         | D     | Franco Micco      |
| 5  | Italia (bandiera)         | D     | Andrea Bellini    |
| 6  | Italia (bandiera)         | C     | Vincenzo Riccio   |
| 7  | Italia (bandiera)         | D     | Giacomo Bonora    |
| 8  | Italia (bandiera)         | C     | Pierpaolo Bisoli  |
| 9  | Italia (bandiera)         | A     | Francesco Baiano  |
| 10 | Italia (bandiera)         | A     | Giacomo Banchelli |
| 11 | Italia (bandiera)         | C     | Luigi Consonni    |
| 12 | Italia (bandiera)         | P     | Davide Dei        |
| 12 | Italia (bandiera)         | P     | Joachim Spina     |
| 13 | Italia (bandiera)         | D     | Francesco Carbone |
| 14 | Italia (bandiera)         | D     | Stefano Bettella  |
| 15 | Croazia (bandiera)        | D     | Igor Ostopanj     |
| 16 | Italia (bandiera)         | D     | Marco Merlo       |
| 17 | Italia (bandiera)         | C     | Roberto Gemmi     |
| 17 | Italia (bandiera)         | C     | Angelo Carbone    |
| 18 | Italia (bandiera)         | C     | Luca Vigiani      |
| 19 | Costa d'Avorio (bandiera) | D     | Ghislain Akassou  |

| N. |                                 | Ruolo | Calciatore          |
| -- | ------------------------------- | ----- | ------------------- |
| 20 | Italia (bandiera)               | A     | Cristian Biancone   |
| 20 | Bosnia ed Erzegovina (bandiera) | A     | Zlatan Muslimović   |
| 21 | Italia (bandiera)               | C     | Enrico Antonioni    |
| 22 | Italia (bandiera)               | P     | Marco Monterastelli |
| 23 | Nigeria (bandiera)              | A     | Hashimu Garba       |
| 24 | Italia (bandiera)               | C     | Claudio Nuti        |
| 25 | Italia (bandiera)               | A     | Marco Ferro         |
| 27 | Italia (bandiera)               | D     | Giuseppe Perrone    |
| 28 | Rep. Dominicana (bandiera)      | C     | Vinicio Espinal     |
| 29 | Italia (bandiera)               | D     | Vincenzo Lambertini |
| 30 | Brasile (bandiera)              | A     | Gelson              |
| 31 | Italia (bandiera)               | D     | Danilo Zini         |
| 32 | Italia (bandiera)               | C     | Michele Desole      |
| 33 | Italia (bandiera)               | A     | Ciro Ginestra       |
| 34 | Italia (bandiera)               | D     | Alex Frer Negro     |
| 40 | Ucraina (bandiera)              | C     | Dmytro Koltsov      |
| 55 | Italia (bandiera)               | C     | Emmanuel Cascione   |
| 74 | Italia (bandiera)               | C     | Marco Piovanelli    |
| 75 | Italia (bandiera)               | C     | Christian Cimarelli |
| 81 | Italia (bandiera)               | D     | Mattia Mela         |

## Risultati

### Campionato

#### Girone di andata
| Arbitro: | Palmieri (Cosenza) |

|             |           |               |
| Schwoch 71’ | Marcatori | 76’ Banchelli |

| Arbitro: | Cannella (Palermo) |

|  |           |                |
|  | Marcatori | 87’ Carparelli |

| Arbitro: | Cesari (Genova) |

|             |           |  |
| Mascara 29’ | Marcatori |  |

| Arbitro: | Dattilo (Locri) |

|  |           |            |
|  | Marcatori | 10’ Strada |

| Arbitro: | Palmieri (Cosenza) |

|                            |           |                |
| Camorani 38’ Vignaroli 69’ | Marcatori | 88’ Lambertini |

| Pstoia 30 settembre 2001 6ª giornata | Pistoiese         | 0 – 0 | Modena | Stadio Marcello Melani\| Arbitro: \| Rizzoli (Bologna) \| |
| Arbitro:                             | Rizzoli (Bologna) |       |        |                                                           |

| Arbitro: | Saccani (Mantova) |

|               |           |           |
| Di Natale 29’ | Marcatori | 68’ Garba |

| Arbitro: | Nucini (Bergamo) |

|            |           |                                 |
| Baiano 41’ | Marcatori | 48’ I. Franceschini 61’ Bogdani |

| Arbitro: | Rizzoli (Bologna) |

|                       |           |  |
| Flachi 23’ Vasari 30’ | Marcatori |  |

| Arbitro: | Borriello (Mantova) |

|            |           |  |
| Baiano 20’ | Marcatori |  |

| Arbitro: | Cannella (Palermo) |

|  |           |               |
|  | Marcatori | 54’ Cimarelli |

| Arbitro: | Cruciani (Pesaro) |

|  |           |           |
|  | Marcatori | 60’ Taldo |

| Siena 18 novembre 2001 13ª giornata | Siena                | 0 – 0 | Pistoiese | Stadio Artemio Franchi\| Arbitro: \| Gabriele (Frosinone) \| |
| Arbitro:                            | Gabriele (Frosinone) |       |           |                                                              |

| Arbitro: | Palanca (Roma) |

|                           |           |                 |
| Riccio 39’ A. Carbone 56’ | Marcatori | 3’ (rig.) Sullo |

| Arbitro: | Rizzoli (Bologna) |

|                                 |           |              |
| M. Vieri 12’ Parente 69’ (rig.) | Marcatori | 44’ Consonni |

| Arbitro: | Ayroldi (Molfetta) |

|                              |           |                          |
| M. Esposito 5’ Gorgone 90+1’ | Marcatori | 32’ Baiano 73’ Cimarelli |

| Arbitro: | Gabriele (Frosinone) |

|              |           |                 |
| Banchelli 3’ | Marcatori | 26’ Jankulovski |

| Arbitro: | Preschern (Mestre) |

|               |           |                          |
| Artistico 54’ | Marcatori | 31’ Baiano 90+3’ Perrone |

| Arbitro: | Pieri (Genova) |

|             |           |  |
| Akassou 84’ | Marcatori |  |

#### Girone di ritorno
| Arbitro: | Dattilo (Locri) |

|            |           |                   |
| Baiano 42’ | Marcatori | 69’ (aut.) Bisoli |

| Arbitro: | Cannella (Palermo) |

|                      |           |          |
| Francioso 32’ (rig.) | Marcatori | 55’ Zini |

| Arbitro: | Pieri (Genova) |

|  |           |                       |
|  | Marcatori | 79’, 87’ La Grotteria |

| Arbitro: | Palanca (Roma) |

|            |           |                           |
| Edusei 65’ | Marcatori | 39’ Perrone 68’ Banchelli |

| Arbitro: | Nucini (Bergamo) |

|            |           |                        |
| Baiano 42’ | Marcatori | 18’ Babú 27’ Vignaroli |

| Arbitro: | Gabriele (Frosinone) |

|            |           |  |
| Kamara 56’ | Marcatori |  |

| Arbitro: | Rosetti (Torino) |

|  |           |               |
|  | Marcatori | 48’ Di Natale |

| Arbitro: | Preschern (Mestre) |

|                      |           |                       |
| Savoldi 1’, 16’, 24’ | Marcatori | 9’ Baiano 70’ Perrone |

| Arbitro: | Ayroldi (Molfetta) |

|  |           |                             |
|  | Marcatori | 51’ Vasari 90+5’ Possanzini |

| Arbitro: | Palanca (Roma) |

|                                 |           |                                    |
| Palmieri 65’, 84’ Anaclerio 80’ | Marcatori | 26’, 90+4’ Banchelli 48’ Cimarelli |

| Arbitro: | Messina (Bergamo) |

|                               |           |                                  |
| Banchelli 23’ Baiano 49’, 71’ | Marcatori | 28’ Nicola 60’ Calaiò 69’ Dicara |

| Arbitro: | Castellani (Verona) |

|                         |           |                      |
| Pedone 26’ Oliveira 64’ | Marcatori | 42’ Akassou 88’ Zini |

| Arbitro: | Cassarà (Palermo) |

|  |           |                            |
|  | Marcatori | 20’ Scalzo 70’ (rig.) Jeda |

| Arbitro: | Cruciani (Pesaro) |

|              |           |                |
| Iannuzzi 38’ | Marcatori | 68’ Muslimovic |

| Arbitro: | Pieri (Genova) |

|           |           |  |
| Ferro 87’ | Marcatori |  |

| Arbitro: | Saccani (Mantova) |

|  |           |                |
|  | Marcatori | 81’ De Angelis |

| Arbitro: | Cesari (Genova) |

|                             |           |                  |
| Villa 29’ Rastelli 72’, 90’ | Marcatori | 90+2’ A. Bellini |

| Arbitro: | Cannella (Palermo) |

|                                              |           |              |
| Vigiani 17’ Baiano 28’ Desole 35’ Bisoli 39’ | Marcatori | 31’ Fialdini |

| Arbitro: | Palanca (Roma) |

|                       |           |                       |
| Scarpa 20’ Sturba 88’ | Marcatori | 42’ (rig.) Piovanelli |

### Coppa Italia

#### Girone 7
| Arbitro: | Collina (Viareggio) |

|            |           |                                |
| Baiano 43’ | Marcatori | 24’ (rig.) Corini 69’ Perrotta |

| Arbitro: | Trefoloni (Siena) |

|                                        |           |               |
| Borgobello 18’ (rig.), 45’ Miccoli 35’ | Marcatori | 56’ Banchelli |

| Arbitro: | Cannella (Palermo) |

|                              |           |                               |
| Baiano 61’ (rig.) Bisoli 67’ | Marcatori | 11’, 75’ Pagliuca 16’ Cellini |